# Dendronotus frondosus
Dendronotus frondosus (Ascanius, 1774) è un mollusco nudibranchio della famiglia Dendronotidae.